# خاميسيون
الخاميسيون (Khamseh) أو خمسة (رقم خمس) أو خمزة هو تحالف قبلي في محافظة فارس في جنوب غرب إيران.القبائل الخاميسيون تتكلم لغات تركية، فارسية أو عربية. أسس هذا الحلف من قبل الشاه الإيراني ناصر الدين شاه عام 1861-1862.

## قبائل الخاميسيون
- الخاميسيون الذين يتكلمون اللغة التركية:
  - بهارلو
  - اينانلو
  - نفر
- الخاميسيون الذين يتكلمون اللغة الفارسية:
  - باصري
- الخاميسيونالذين يتكلمون اللغة العربية:
  - اعراب الخمسة